# 罗纳德·韦内蒂安

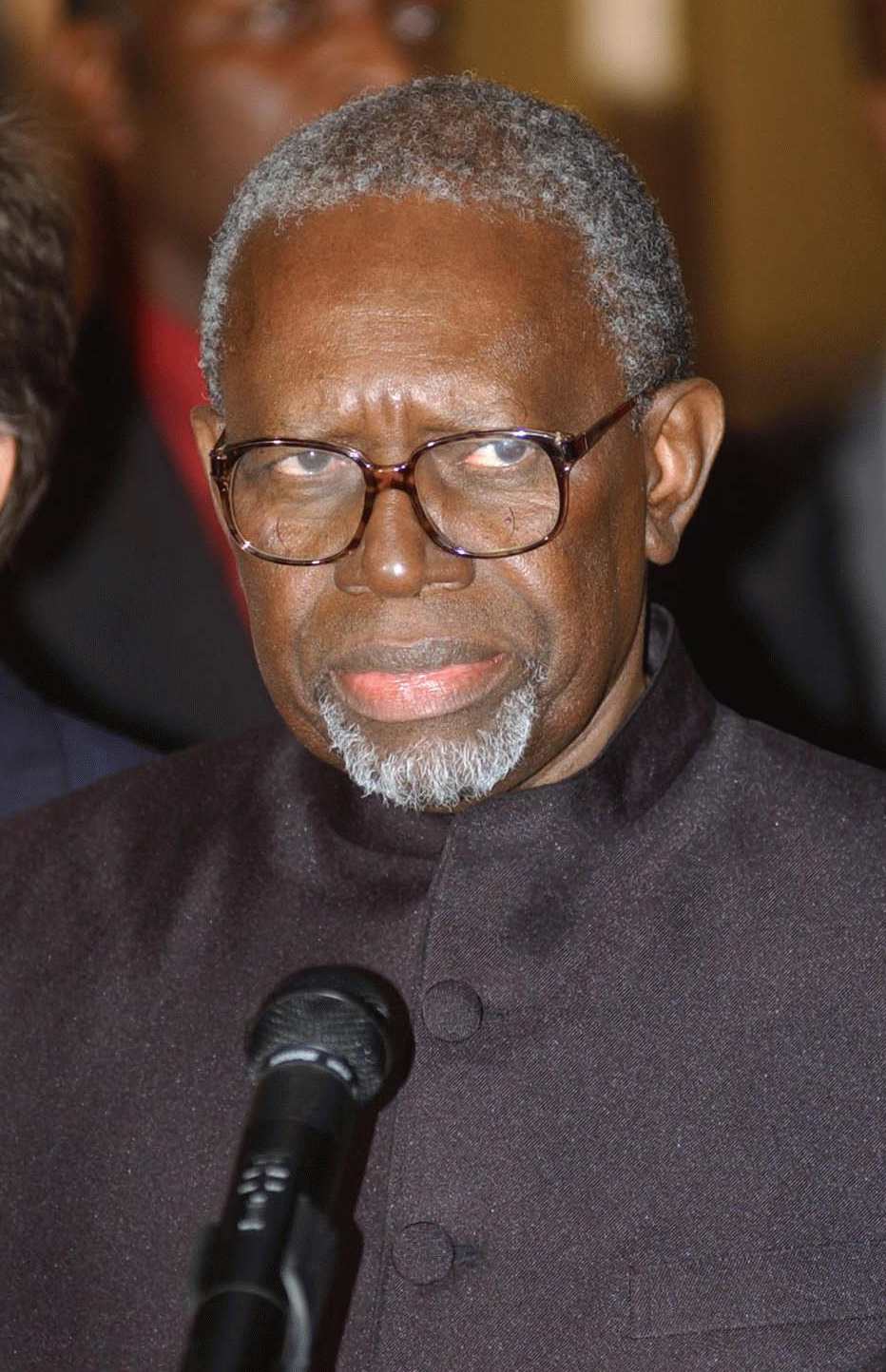
罗纳德·韦内蒂安

罗纳德·韦内蒂安（Ronald Venetiaan，1936年6月18日— ），苏里南数学家、政治家，出生于帕拉马里博。曾担任过两任苏里南总统，2005年8月12日第三次宣誓就任苏里南总统。
| 前任： 约翰·克拉格     | 苏里南总统 1991年-1996年 | 繼任： 尤勒斯·韦登博斯 |
| 前任： 尤勒斯·韦登博斯 | 苏里南总统 2000年-2010年 | 繼任： 德西·鲍特瑟     |